# Cimitero protestante (Macao)
Il cimitero protestante di Macao (in portoghese: Cemitério Protestante; in cinese: 基督教墳場) è situato a San Antonio e fu creato dalla compagnia britannica delle Indie orientali nel 1821, insieme alla cappella Morrison al suo interno. L'area è stata inclusa nel centro storico di Macao, inserita a sua volta nella lista dei patrimoni dell'umanità dell'UNESCO.
Al suo interno riposano alcune personalità religiose, commerciali e militari di fede protestante stanziate a Macao, soprattutto inglesi, come il pittore George Chinnery, i missionari Robert Morrison (a cui è dedicata la cappella del cimitero) e Samuel Dyer, il capitano della Royal Navy Henry John Spencer-Churchill (figlio del V duca di Marlborough nonché prozio di Winston Churchill) e il tenente della US Navy Joseph Harod Adams (nipote del secondo presidente degli Stati Uniti John Adams e del sesto John Quincy Adams).

## Storia
Macao venne considerata dai portoghesi come terra consacrata al cattolicesimo e quindi le autorità negarono la creazione di un cimitero per la sepoltura all'interno delle mura cittadine. Altrettanto intransigenti erano le autorità cinesi che vietarono agli stranieri di seppellire i loro morti al di là della Portas do Cerco, l'allora posto di frontiera tra Cina e Macao. Per questo la nutrita comunità protestante residente a Macao, allora composta da inglesi, americani e mercanti dell'Europa settentrionale, dovette correre il rischio di seppellire i morti nottetempo nel terreno posto sul confine con il pericolo di essere scoperti dai cinesi o peggio di vedere le tombe estumulate.
La questione venne definitivamente risolta nel 1821 quando, alla morte della moglie di Morrison, il comitato locale della Compagnia britannica decise di acquistare un appezzamento di terra per poter seppellire legalmente i morti. Il cimitero, però, venne utilizzato solo per qualche decennio in quanto venne chiuso nel 1858.